# Onthophagus lorianus
Onthophagus lorianus là một loài bọ cánh cứng trong họ Bọ hung (Scarabaeidae).